# Зоологічний інститут РАН
Зоологічний інститут Російської академії наук, ЗІН РАН (ориг. назва: рос. Зоологический институт Российской академии наук, ЗИН РАН; міжн. назва: англ. Zoological Institute of the Russian Academy of Sciences, ZIN) — державна бюджетна наукова установа Російської Федерації, що належить до складу Відділення загальної біології Російської Академії наук. 
Науково-дослідний Зоологічний інститут працює над проблемами зоології, екології тварин, біорізноманіття, морфології тварин, а також розробляє рекомендації з охорони природи.  
До складу Інституту входять 16 підрозділів, зокрема: 13 лабораторій, Біломорська біологічна станція (ріг Картеш, Карелія), Біологічна станція селища Рибачий (Калінінградська обл.) і Зоологічний Музей.
Загальний фонд Інституту складає 60 мільйонів одиниць зберігання і близько 30 тисяч зоологічних експонатів у Музею.
Результати наукової діяльності Інституту видаються в журналах і збірниках — «Фауна России», «Определителях по фауне России» (видано більш ніж 300 томів), «Труды Зоологического института», «Исследования фауны морей», збірник із паразитології (заг. кількість понад 300 томів).

## Історія

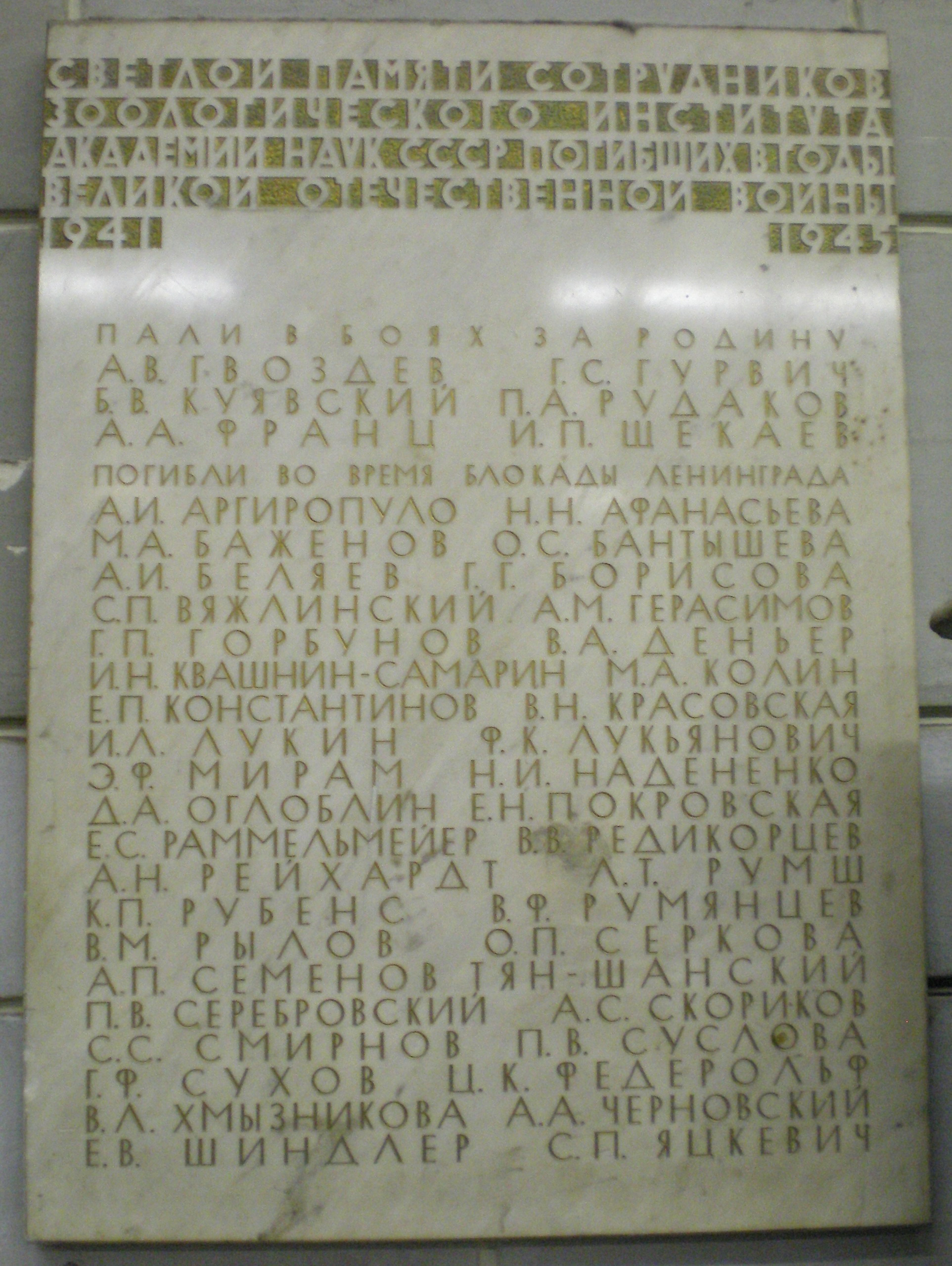
Пам'ятна дошка співробітникам Інституту, загиблим під час блокади Ленінграду

Історія Інституту сягає часів Петра І, коли він започаткував 1714 року створення першого в Росії Музею Кунсткамери, де було зібрано перші зоологічні експонати. Офіційно Зоологічний музей, як самостійна установа, була відкрита 4 липня 1832 року. 
Будинок, в якому досі розміщено Інститут і Музей на Біржовій площі (південний пакгауз Біржі) 1890 року було передано науковцям. 1901 року відбулось урочисте відкриття Музею. 
Під час реформи Академії наук 1930 року було прийнято рішення створити Зоологічний інститут Академії наук СРСР на базі виставкової колекції Музею. Інститут активно працював над створенням Червоної книги СРСР, розробляв нормативні актів у зв'язку із прийняттям закону СРСР «Об охране и использовании животного мира», брав участь у створенні заповідників і заказників та ін.  
У Зоологічному інституті Академії наук СРСР було зосереджено найбільшу колекцію фауни СРСР і фауни Палеарктичної області в цілому, зібрано колекції експедицій М. М. Пржевальського, Г. М. Потаніна, Л. С. Берга, Є. Н. Павловського тощо. 
У бібліотеці Інституту зберігалася найбільша колекція книг із зоологічних наук, більш ніж як у 450 тис. томах; до «особливого фонду» входило понад 2 тис. примірників, виданих у період з 1537 до 1825 рр.
Під час Німецько-радянської війни 1941-1945 рр. науковий колектив  Зоологічного інституту АН СРСР  зазнав важких втрат, про що свідчить меморіальна дошка при вході у будівлю. Серед загиблих у блокадному Ленінграді видатні ентомологи: Д. О. Оглоблін, А. М. Рейхардт, А. П. Семенов-Тян-Шанський, А. С. Скориков, С. С. Смирнов та інші.
В різні часи в Зоологічному інституті працювали (або працюють) вчені, які народилися в Україні або жили тут: І. І. Шмальгаузен, Д. О. Оглоблін, І. М. Кержнер, Ф. К. Лук'янович, Д. В. Знойко, О. М. Кириченко, Г. С. Медведєв, О. Г. Кірейчук, Г. Я. Бей-Бієнко та інші.
З 1991 року - Зоологічний інститут Російської академії наук.

## Керівництво
- 1929—1942 — академік Сергій Олексійович Зернов
- 1942—1962 — академік Євген Ніканорович Павловський
- 1962—1974 — академік Борис Овсійович Биховський
- 1974—1994 — академік Орест Олександрович Скарлато
- 1994—2005 — академік Олександр Федорович Алімов
- з 2006 — академік Олег Миколайович Пугачов

## Інституту підпорядковано
- Комітет вивчення мамонтів і мамонтової фауни при відділені загальної біології РАН;
- Наукові товариства: Російське ентомологічне товариство, Гідробіологічне, Паразітологічне, Малакологічне, Герпетологічне ім. О. М. Нікольського;
- Редакції журналів «Паразитология», «Энтомологическое обозрение», «Zoosystematica Rossica», «Русский гидробиологический журнал», «Russian Journal of Herpetology»;
- Зоологічна бібліотека (філіал БАН РАН);
- дві спеціалізовані Ради по захисту докторських і кандидатських дисертацій.

## Публікації
Інститутом видаються: 
- «Труды Зоологического института» - 2016 р. видано 320 томів
- «Фауна», дві монографічні серії з систематики - до 2014 р. видано 148 томів[3]
- «Определители» - до 2014 р. видано 178 томів[4]

На базі інституту редактуються журнали: 
- "Энтомологическое обозрение" - 1901
- Зоосистематика Росії ("Zoosystematica Rossica") - 1992
- "Паразитология" - 1967
- "Comparative Cytogenetics" - 2007[5].

#### Праці
- 1896—1916. Ежегодник Зоологического музея Императорской академии наук
- 1917—1918. Ежегодник Зоологического музея Академии наук
- 1922—1923. Ежегодник Зоологического музея Российской академии наук
- 1925—1932. Ежегодник Зоологического музея Академии наук Союза Советских Социалистических Республик
- 1932—1968. Труды Зоологического института Академии наук Союза Советских Социалистических Республик
- 1968—1991. Труды Зоологического института Академии наук СССР
- З 1992 — Труды Зоологического института Российской академии наук

#### Серія «Фауна»
- 1911—1923. Фауна России и сопредельных стран преимущественно по коллекциям Зоологического музея Имперской (з 1917 — Російської) Академии Наук.
- 1929—1933. Фауна СССР и сопредельных стран преимущественно по коллекциям Зоологического музея (з 1933 — інституту) Академии Наук СССР.
- 1935—1990. Фауна СССР. Новая серия.
- 1993— . Фауна России и сопредельных стран.

#### Серія «Определители»
- 1927—1990. Определители по фауне СССР, видані Зоологічним музеєм (з 1933 — інститутом) Академії Наук СРСР.

- 1991- . Определители животных, видані Зоологічним інститутом Російської Академії наук.